# Mudaison
Mudaison est une commune française située dans l'est du département de l'Hérault en région Occitanie.
Exposée à un climat méditerranéen, elle est drainée par le canal d'irrigation du Bas-Rhône Languedoc, la Cadoule, le Bérange, le ruisseau d'Aigues-Vives.
Mudaison est une commune urbaine qui compte 2 954 habitants en 2022, après avoir connu une forte hausse de la population depuis 1962. Elle est dans l'unité urbaine de Mudaison et fait partie de l'aire d'attraction de Montpellier. Ses habitants sont appelés les Mudaisonnais ou Mudaisonnaises.

## Géographie

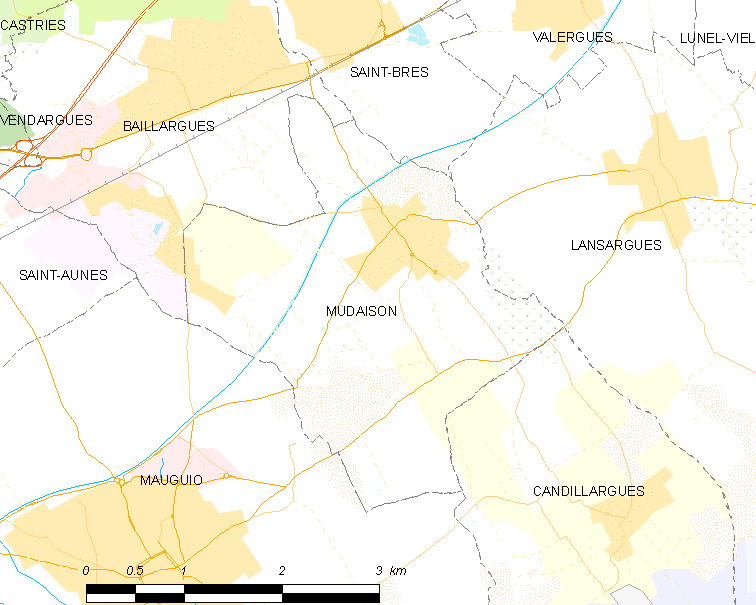
Carte

### Localisation
La commune de Mudaison se situe dans la plaine du bas Languedoc et au cœur de la Petite Camargue, entre l'étang de l'Or (au sud) et les Cévennes (au nord). Elle se trouve 12 km à l'est de Montpellier et fait partie de la communauté d'agglomération du pays de l'Or.

### Climat
Pour des articles plus généraux, voir Climat de l'Occitanie et Climat de l'Hérault.
En 2010, le climat de la commune est de type climat méditerranéen franc, selon une étude s'appuyant sur une série de données couvrant la période 1971-2000. En 2020, Météo-France publie une typologie des climats de la France métropolitaine dans laquelle la commune est exposée à un climat méditerranéen et est dans la région climatique Provence, Languedoc-Roussillon, caractérisée par une pluviométrie faible en été, un très bon ensoleillement (2 600 h/an), un été chaud (21,5 °C), un air très sec en été, sec en toutes saisons, des vents forts (fréquence de 40 à 50 % de vents> 5 m/s) et peu de brouillards.
Pour la période 1971-2000, la température annuelle moyenne est de 14,4 °C, avec une amplitude thermique annuelle de 16,9 °C. Le cumul annuel moyen de précipitations est de 684 mm, avec 5,8 jours de précipitations en janvier et 2,4 jours en juillet. Pour la période 1991-2020, la température moyenne annuelle observée sur la station météorologique la plus proche, située sur la commune de Mauguio à 4 km à vol d'oiseau, est de 0,0 °C et le cumul annuel moyen de précipitations est de 0,0 mm,. Pour l'avenir, les paramètres climatiques de la commune estimés pour 2050 selon différents scénarios d'émission de gaz à effet de serre sont consultables sur un site dédié publié par Météo-France en novembre 2022.

### Milieux naturels et biodiversité
Aucun espace naturel présentant un intérêt patrimonial n'est recensé sur la commune dans l'inventaire national du patrimoine naturel,,.

## Urbanisme

### Typologie
Au 1er janvier 2024, Mudaison est catégorisée ceinture urbaine, selon la nouvelle grille communale de densité à sept niveaux définie par l'Insee en 2022.
Elle appartient à l'unité urbaine de Mudaison, une unité urbaine monocommunale constituant une ville isolée,. Par ailleurs la commune fait partie de l'aire d'attraction de Montpellier, dont elle est une commune de la couronne,. Cette aire, qui regroupe 161 communes, est catégorisée dans les aires de 700 000 habitants ou plus (hors Paris),.

### Occupation des sols
L'occupation des sols de la commune, telle qu'elle ressort de la base de données européenne d’occupation biophysique des sols Corine Land Cover (CLC), est marquée par l'importance des territoires agricoles (87,4 % en 2018), en diminution par rapport à 1990 (91,4 %). La répartition détaillée en 2018 est la suivante :
zones agricoles hétérogènes (54,7 %), cultures permanentes (32,7 %), zones urbanisées (12,6 %). L'évolution de l’occupation des sols de la commune et de ses infrastructures peut être observée sur les différentes représentations cartographiques du territoire : la carte de Cassini (XVIIIe siècle), la carte d'état-major (1820-1866) et les cartes ou photos aériennes de l'IGN pour la période actuelle (1950 à aujourd'hui).

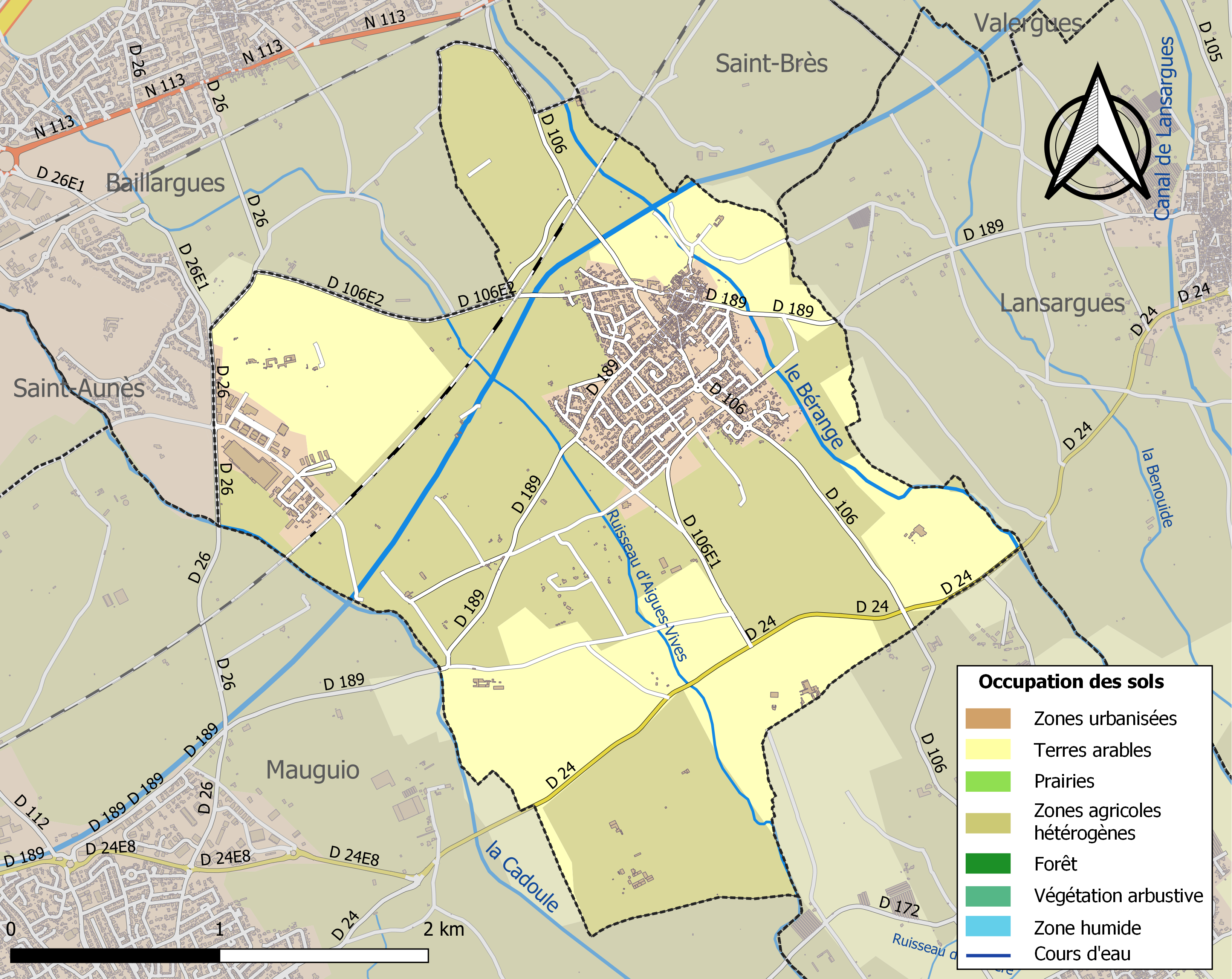
Carte des infrastructures et de l'occupation des sols de la commune en 2018 (CLC).

### Risques majeurs
Le territoire de la commune de Mudaison est vulnérable à différents aléas naturels : météorologiques (tempête, orage, neige, grand froid, canicule ou sécheresse), inondations et séisme (sismicité faible). Il est également exposé à un risque technologique, le transport de matières dangereuses. Un site publié par le BRGM permet d'évaluer simplement et rapidement les risques d'un bien localisé soit par son adresse soit par le numéro de sa parcelle.

#### Risques naturels
Certaines parties du territoire communal sont susceptibles d’être affectées par le risque d’inondation par débordement de cours d'eau, notamment canal du Bas-Rhône Languedoc, la Cadoule et le Bérange. La commune a été reconnue en état de catastrophe naturelle au titre des dommages causés par les inondations et coulées de boue survenues en 1982, 1994, 2003 et 2014,.
Mudaison est exposée au risque de feu de forêt du fait de la présence sur son territoire. Un plan départemental de protection des forêts contre les incendies (PDPFCI) a été approuvé en juin 2013 et court jusqu'en 2022, où il doit être renouvelé. Les mesures individuelles de prévention contre les incendies sont précisées par deux arrêtés préfectoraux et s’appliquent dans les zones exposées aux incendies de forêt et à moins de 200 mètres de celles-ci. L’arrêté du 25 avril 2002 réglemente l'emploi du feu en interdisant notamment d’apporter du feu, de fumer et de jeter des mégots de cigarette dans les espaces sensibles et sur les voies qui les traversent sous peine de sanctions. L'arrêté du 11 mars 2013 rend le débroussaillement obligatoire, incombant au propriétaire ou ayant droit,.

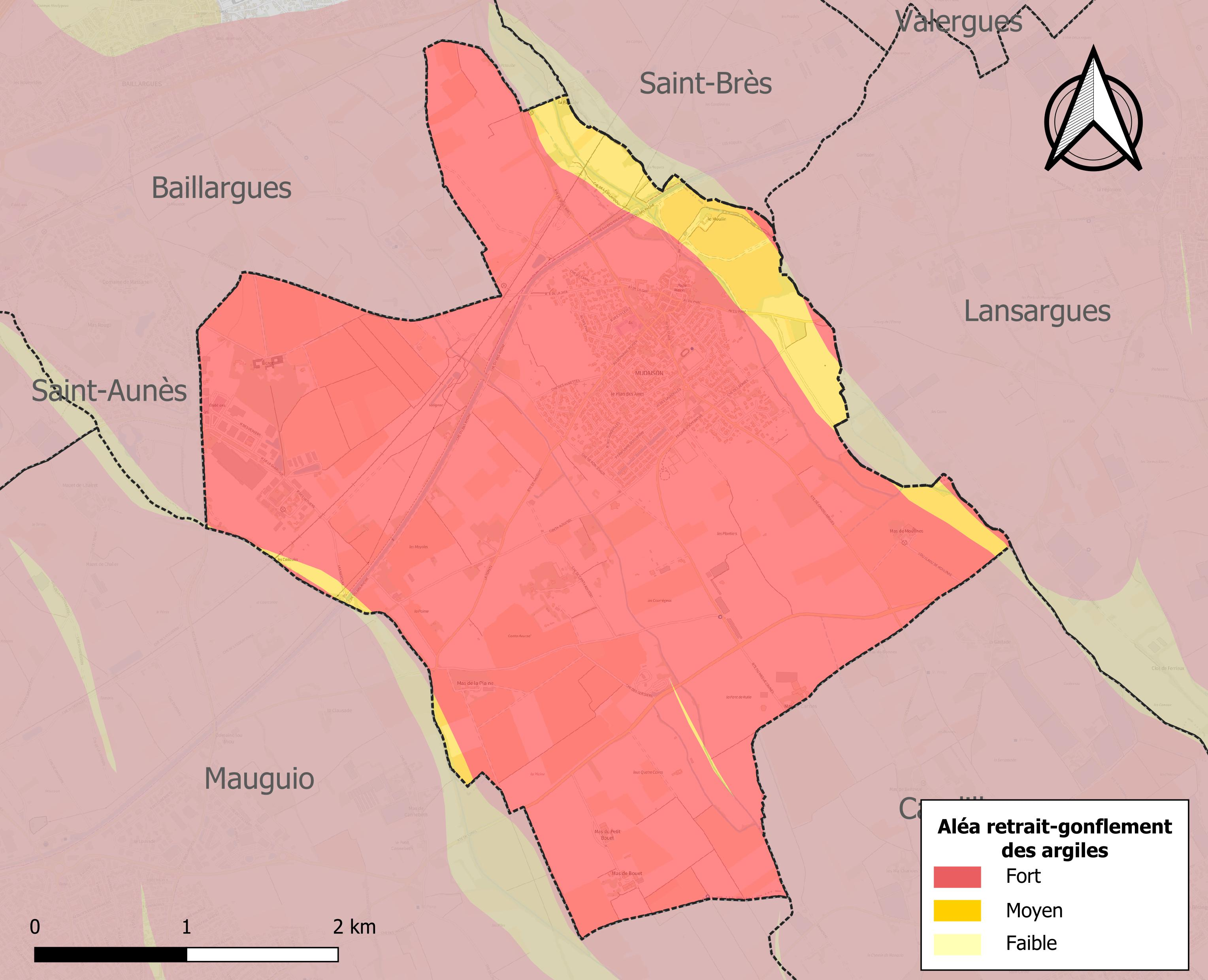
Carte des zones d'aléa retrait-gonflement des sols argileux de Mudaison.

Le retrait-gonflement des sols argileux est susceptible d'engendrer des dommages importants aux bâtiments en cas d’alternance de périodes de sécheresse et de pluie. La totalité de la commune est en aléa moyen ou fort (59,3 % au niveau départemental et 48,5 % au niveau national). Sur les 907 bâtiments dénombrés sur la commune en 2019, 907 sont en aléa moyen ou fort, soit 100 %, à comparer aux 85 % au niveau départemental et 54 % au niveau national. Une cartographie de l'exposition du territoire national au retrait gonflement des sols argileux est disponible sur le site du BRGM,.
Par ailleurs, afin de mieux appréhender le risque d’affaissement de terrain, l'inventaire national des cavités souterraines permet de localiser celles situées sur la commune.

#### Risques technologiques
Le risque de transport de matières dangereuses sur la commune est lié à sa traversée par des infrastructures routières ou ferroviaires importantes ou la présence d'une canalisation de transport d'hydrocarbures. Un accident se produisant sur de telles infrastructures est susceptible d’avoir des effets graves sur les biens, les personnes ou l'environnement, selon la nature du matériau transporté. Des dispositions d’urbanisme peuvent être préconisées en conséquence.

## Toponymie
Le toponyme Mudaison dérive probablement du mot latin mutatio, qui signifie relais de poste. Il semble cependant que l'appellation de loco de Mutationibus date du Moyen Age, et non de l'Antiquité romaine. Au début du XIIe siècle, un acte mentionne le village sous les noms de Mudazon et Mutationibus.

## Histoire
Les travaux de la ligne à grande vitesse du contournement de Nîmes et Montpellier dans les années 2010 ont permis plusieurs fouilles archéologiques. L'un des sites, nommé « Pascale et Bérange », situé entre Mudaison et Saint-Brès, a permis de découvrir des vestiges d'une occupation humaine au Néolithique final (entre 2800 et 2400 avant notre ère). À cette époque, les populations humaines vivaient d'agriculture et d'élevage ; les fouilles ont mis en évidence un réseau de fossés profond, peut-être à usage défensif autour d'un village. Des vestiges de constructions associant terre et bois ont été découverts, ainsi que des éléments de murs de pierre, et plusieurs fragments d'outils et ustensiles ; une aire d'ensilage (stockage d'aliments, notamment de type céréales, dans des silos creusés dans le sol) était à proximité des habitations. Des éléments datant d'époques ultérieures ont également été trouvés.
Des fouilles archéologiques menées près de l'église actuelle du village (située dans le centre ancien) ont montré la présence d'un habitat au chalcolithique, une période de la protohistoire liée à la transition entre le Néolithique et l'âge du bronze. Celui-ci était ceinturé par un fossé ; l'architecture de l'habitat relevait de l'architecture de terre, et des éléments de céramique ont été retrouvés.
Des éléments datant de l'Antiquité ont été localisés aux abords du village : une annexe agraire du Ier siècle, et une autre du IVe siècle. Cependant, aucun élément ne témoigne d'une occupation du site (centre village) durant la période gallo-romaine.
Lors de fouilles archéologiques, des traces de mobilier du haut Moyen Age ont été retrouvées dans le sol près du centre village actuel ; des traces de l'installation aux IXe et Xe siècles sont bien présentes (silos, céramiques peintes carolingiennes). Au nord du village, d'autres éléments témoignent d'une occupation humaine en date du Xe siècle. Des textes mentionnent la localité en 1099. Il a longtemps été considéré comme une mutatio, c'est-à-dire un relais sur une voie de circulation antique, bien que les itinéraires de l'Antiquité aient été situés plus au sud. Durant le Moyen Age, un mur d'enceinte (enceinte carrée), de construction postérieure à l'église romane, a clôturé le village ; des éléments de fondation et des parties de mur d'une épaisseur d'un peu plus d'un mètre incorporées à certaines habitations actuelles ont été identifiées. L'angle nord-est de cette enceinte était constitué par l'église Saint-Assiscle. Le bâti civil intérieur à l'enceinte ne conserve pas d'élément témoignant de l'architecture médiévale du site. L'ancien presbytère situé rue de la Halle, inscrit sur la liste des monuments historiques, comporte les éléments les plus anciens parmi ce bâti, estimés dater environ des XVIe et XVIIe siècles. Quelques éléments de style Renaissance se trouvent également dans le village.
L'église a été reconstruite et fortement remaniée dans les années 1770, adoptant alors un style baroque, bien qu'elle comporte encore actuellement des parties d'appareil de style roman (Moyen Age).
La plupart des façades des bâtiments du centre village présente des aspects typiques du XIXe siècle, avec cependant quelques éléments décoratifs du XVIIIe siècle. Des fouilles archéologiques ont permis de mettre au jour les vestiges de l'ancien cimetière paroissial, déplacé au XIXe siècle, et qui était auparavant situé à l'ouest et au sud de l'église.

## Politique et administration
| Période                                  | Période      | Identité            | Étiquette | Qualité                    |
| ---------------------------------------- | ------------ | ------------------- | --------- | -------------------------- |
| 1801                                     | 1808         | Coustan             |           |                            |
| 1808                                     | 1815         | Jean Rivière        |           |                            |
| 1815                                     | 1820         | Mathieu Bonnet      |           |                            |
| 1820                                     | 1833         | Joseph Rouviore     |           |                            |
| 1833                                     | 1836         | Jean Rivière        |           |                            |
| 1836                                     | 1837         | Antoine Arnaud      |           |                            |
| 1837                                     | 1841         | Alfred Bonnet       |           |                            |
| 1841                                     | 1846         | François Gachon     |           |                            |
| 1846                                     | 1848         | Joseph Rouviore     |           |                            |
| 1848                                     | 1851         | Louis Carrie        |           |                            |
| 1851                                     | 1864         | Poujol              |           |                            |
| 1864                                     | 1870         | Rouviore            |           |                            |
| 1870                                     | 1874         | Vital Boulet        |           |                            |
| 1874                                     | 1876         | Rouviore            |           |                            |
| 1876                                     | 1877         | Vital Boulet        |           |                            |
| 1877                                     | 1878         | Augustin Radier     |           |                            |
| 1878                                     | 1878         | Vital Boulet        |           |                            |
| 1878                                     | 1896         | Louis Galien        |           |                            |
| 1896                                     | 1900         | François Chauchon   |           |                            |
| 1900                                     | 1908         | Jean Boulet         |           |                            |
| 1908                                     | 1919         | Camille Reboul      |           |                            |
| 1919                                     | 1925         | François Monier     |           |                            |
| 1925                                     | 1945         | Louis Fontanieu     |           |                            |
| 1945                                     | 1976         | Achille Briol       |           |                            |
| 1976                                     | 1999         | Maxime Evdokimoff   | PS        |                            |
| 1999                                     | 23 mars 2014 | Bernard Martin      | PS        |                            |
| 30 mars 2014                             | 12 juin 2014 | Cyril Rouquette     | PS        | Retraité Fonction publique |
| 20 juin 2014                             | 2020         | Michel Roux         |           | Ancien employé de mairie   |
| 2020                                     | 2022         | Philippe Py-Clement |           |                            |
| 2022                                     | En cours     | Juan Ortega         |           |                            |
| Les données manquantes sont à compléter. |              |                     |           |                            |

## Démographie

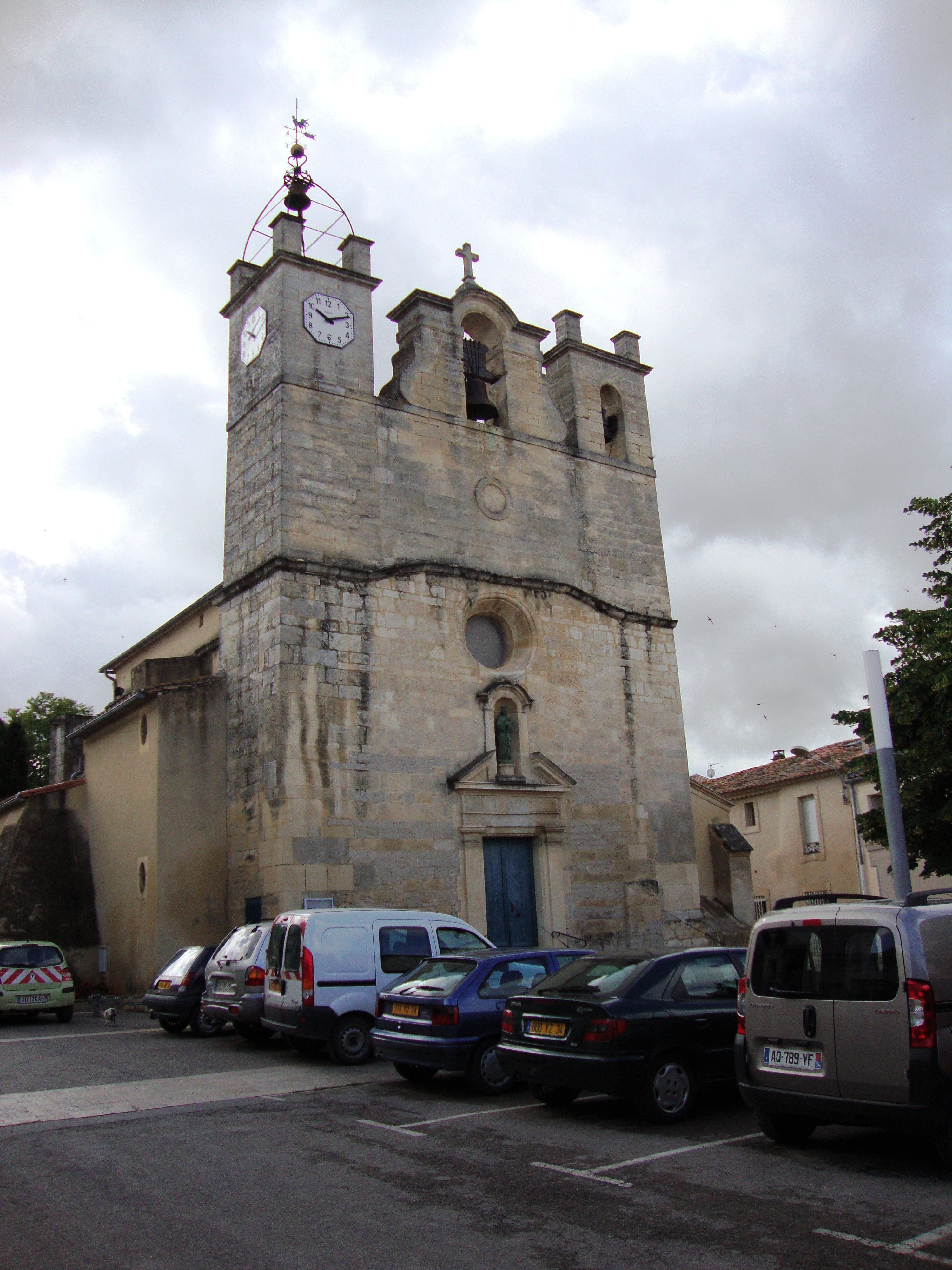
L'église Saint-Ascicle et Sainte-Victoire

L'évolution du nombre d'habitants est connue à travers les recensements de la population effectués dans la commune depuis 1793. Pour les communes de moins de 10 000 habitants, une enquête de recensement portant sur toute la population est réalisée tous les cinq ans, les populations de référence des années intermédiaires étant quant à elles estimées par interpolation ou extrapolation. Pour la commune, le premier recensement exhaustif entrant dans le cadre du nouveau dispositif a été réalisé en 2008.

En 2022, la commune comptait 2 954 habitants, en évolution de +15,26 % par rapport à 2016 (Hérault : +7,49 %, France hors Mayotte : +2,11 %).
| 1793 | 1800 | 1806 | 1821 | 1831 | 1836 | 1841 | 1846 | 1851 |
| ---- | ---- | ---- | ---- | ---- | ---- | ---- | ---- | ---- |
| 430  | 351  | 361  | 454  | 530  | 520  | 602  | 627  | 617  |

| 1856 | 1861 | 1866 | 1872 | 1876 | 1881 | 1886 | 1891 | 1896 |
| ---- | ---- | ---- | ---- | ---- | ---- | ---- | ---- | ---- |
| 618  | 606  | 632  | 679  | 649  | 522  | 560  | 599  | 657  |

| 1901 | 1906 | 1911 | 1921 | 1926 | 1931 | 1936 | 1946 | 1954 |
| ---- | ---- | ---- | ---- | ---- | ---- | ---- | ---- | ---- |
| 691  | 705  | 666  | 818  | 742  | 767  | 687  | 603  | 599  |

| 1962 | 1968 | 1975 | 1982  | 1990  | 1999  | 2006  | 2008  | 2013  |
| ---- | ---- | ---- | ----- | ----- | ----- | ----- | ----- | ----- |
| 635  | 701  | 741  | 1 268 | 1 845 | 2 262 | 2 452 | 2 506 | 2 540 |

| 2018  | 2022  | - | - | - | - | - | - | - |
| ----- | ----- | - | - | - | - | - | - | - |
| 2 624 | 2 954 | - | - | - | - | - | - | - |

## Économie

### Revenus
En 2018, la commune compte 1 103 ménages fiscaux, regroupant 2 761 personnes. La médiane du revenu disponible par unité de consommation est de 23 760 € (20 330 € dans le département). 55 % des ménages fiscaux sont imposés (45,8 % dans le département).

### Emploi
|                | 2008   | 2013   | 2018  |
| -------------- | ------ | ------ | ----- |
| Commune        | 5,8 %  | 8,4 %  | 8,2 % |
| Département    | 10,1 % | 11,9 % | 12 %  |
| France entière | 8,3 %  | 10 %   | 10 %  |

En 2018, la population âgée de 15 à 64 ans s'élève à 1 627 personnes, parmi lesquelles on compte 80,5 % d'actifs (72,2 % ayant un emploi et 8,2 % de chômeurs) et 19,5 % d'inactifs,. Depuis 2008, le taux de chômage communal (au sens du recensement) des 15-64 ans est inférieur à celui de la France et du département.
La commune fait partie de la couronne de l'aire d'attraction de Montpellier, du fait qu'au moins 15 % des actifs travaillent dans le pôle,. Elle compte 673 emplois en 2018, contre 435 en 2013 et 404 en 2008. Le nombre d'actifs ayant un emploi résidant dans la commune est de 1 189, soit un indicateur de concentration d'emploi de 56,6 % et un taux d'activité parmi les 15 ans ou plus de 63,2 %.
Sur ces 1 189 actifs de 15 ans ou plus ayant un emploi, 190 travaillent dans la commune, soit 16 % des habitants. Pour se rendre au travail, 87 % des habitants utilisent un véhicule personnel ou de fonction à quatre roues, 3,2 % les transports en commun, 4,7 % s'y rendent en deux-roues, à vélo ou à pied et 5,1 % n'ont pas besoin de transport (travail au domicile).

### Activités hors agriculture

#### Secteurs d'activités
349 établissements sont implantés à Mudaison au 31 décembre 2019. Le tableau ci-dessous en détaille le nombre par secteur d'activité et compare les ratios avec ceux du département,.
| Secteur d'activité                                                                                        | Commune | Commune | Département |
| Secteur d'activité                                                                                        | Nombre  | %       | %           |
| --- | ------- | ------- | ----------- |
| Ensemble                                                                                                  | 349     | 100 %   | (100 %)     |
| Industrie manufacturière, industries extractives et autres                                                | 82      | 23,5 %  | (6,7 %)     |
| Construction                                                                                              | 51      | 14,6 %  | (14,1 %)    |
| Commerce de gros et de détail, transports, hébergement et restauration                                    | 64      | 18,3 %  | (28 %)      |
| Information et communication                                                                              | 8       | 2,3 %   | (3,3 %)     |
| Activités financières et d'assurance                                                                      | 14      | 4 %     | (3,2 %)     |
| Activités immobilières                                                                                    | 16      | 4,6 %   | (5,3 %)     |
| Activités spécialisées, scientifiques et techniques et activités de services administratifs et de soutien | 63      | 18,1 %  | (17,1 %)    |
| Administration publique, enseignement, santé humaine et action sociale                                    | 31      | 8,9 %   | (14,2 %)    |
| Autres activités de services                                                                              | 20      | 5,7 %   | (8,1 %)     |

Le secteur de l'industrie manufacturière, des industries extractives et autres est prépondérant sur la commune puisqu'il représente 23,5 % du nombre total d'établissements de la commune (82 sur les 349 entreprises implantées à Mudaison), contre 6,7 % au niveau départemental.

#### Entreprises et commerces
Les cinq entreprises ayant leur siège social sur le territoire communal qui génèrent le plus de chiffre d'affaires en 2020 sont :
- Arkolia Energies, ingénierie, études techniques (61 642 k€)
- Edenys, commerce de gros (commerce interentreprises) de fruits et légumes (19 934 k€)
- Energys, travaux d'installation d'équipements thermiques et de climatisation (12 379 k€)
- SICA Les Vergers De Mauguio, commerce de gros (commerce interentreprises) de fruits et légumes (9 816 k€)
- Cépage de Méditerranée, commerce de gros (commerce interentreprises) de boissons (8 441 k€)
- Croustisud, produits alimentaires.

### Agriculture
La commune est dans la « Plaine viticole », une petite région agricole occupant la bande côtière du département de l'Hérault. En 2020, l'orientation technico-économique de l'agriculture  sur la commune est la culture de fruits ou d'autres cultures permanentes.
|               | 1988 | 2000 | 2010 | 2020  |
| ------------- | ---- | ---- | ---- | ----- |
| Exploitations | 76   | 40   | 28   | 17    |
| SAU (ha)      | 568  | 493  | 977  | 1 099 |

Le nombre d'exploitations agricoles en activité et ayant leur siège dans la commune est passé de 76 lors du recensement agricole de 1988  à 40 en 2000 puis à 28 en 2010 et enfin à 17 en 2020, soit une baisse de 78 % en 32 ans. Le même mouvement est observé à l'échelle du département qui a perdu pendant cette période 67 % de ses exploitations,. La surface agricole utilisée sur la commune est restée relativement stable, passant de 568 ha en 1988 à 1099 ha en 2020. Parallèlement la surface agricole utilisée moyenne par exploitation a augmenté, passant de 7 à 65 ha.

## Culture locale et patrimoine

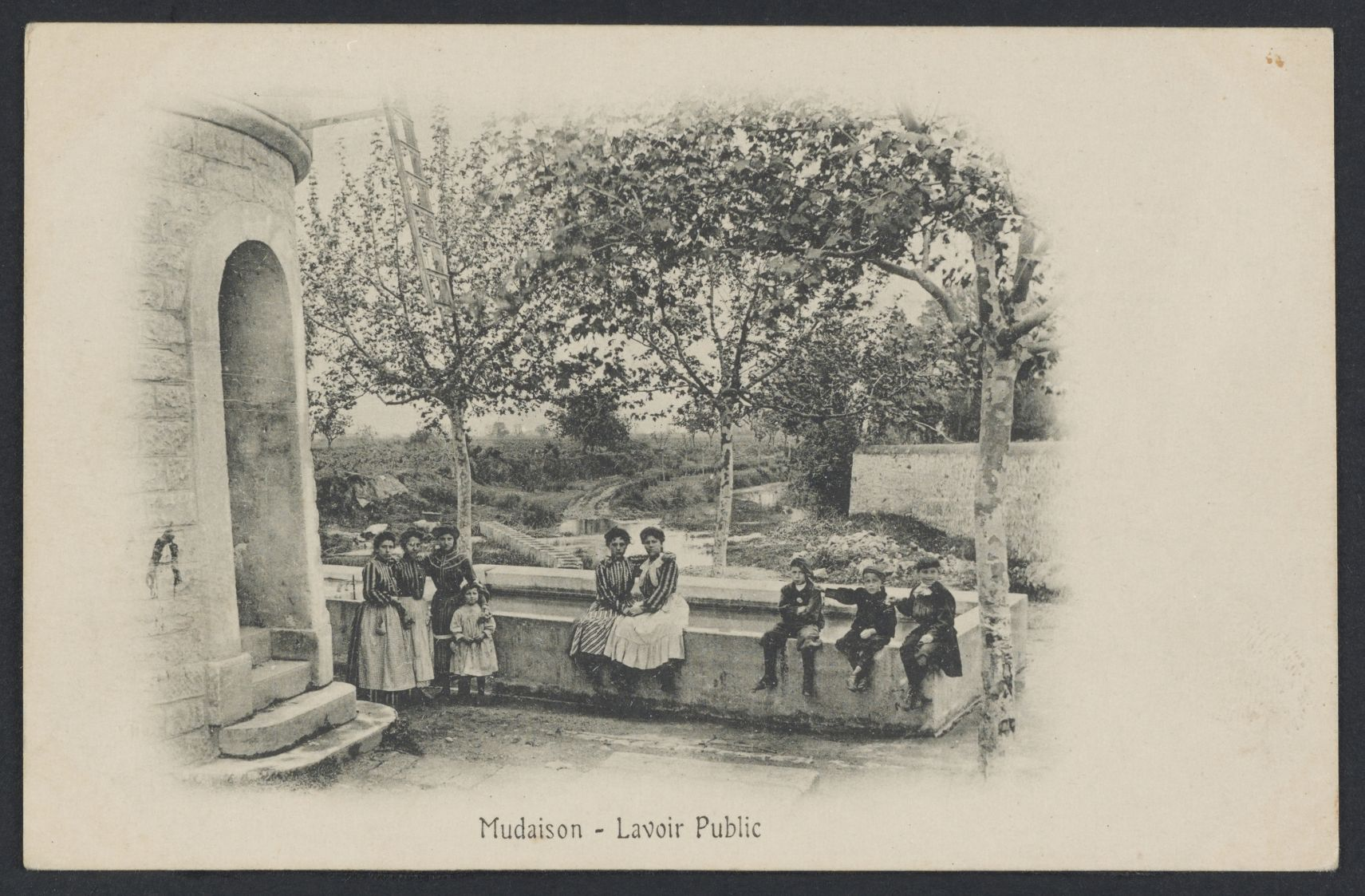
Lavoir public : carte postale (1re moitié du XXe siècle).

### Lieux et monuments
- Le château du Bosc, édifice néo-Renaissance datant du XIXe siècle.
- L'église Sainte Aciscle et Sainte Victoire, qui comporte notamment un appareil de type roman (Moyen Âge) sur une partie de sa façade ; bâtiment reconstruit dans le style baroque vers 1770[18].

### Personnalités liées à la commune

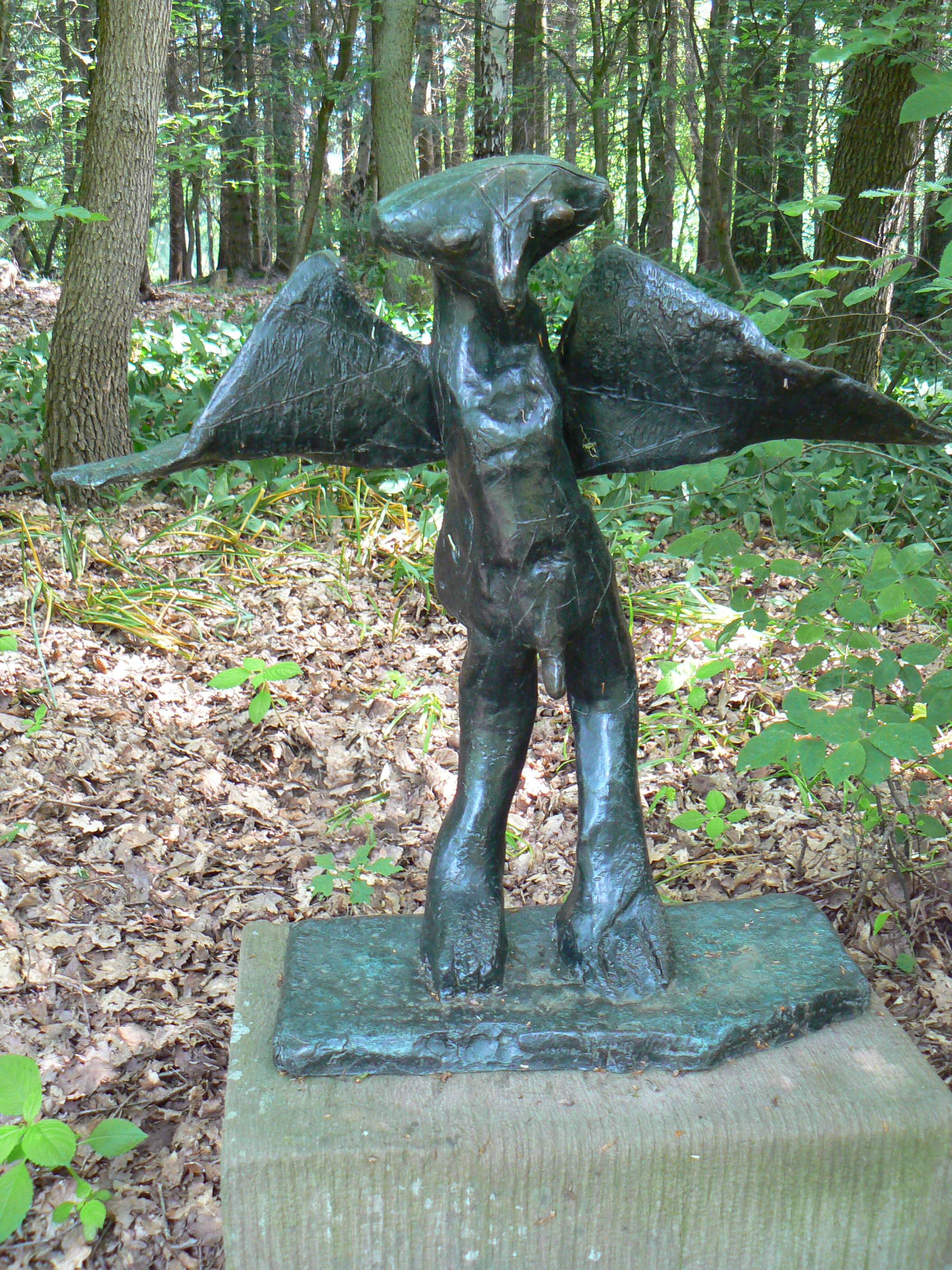
L'Homme de la nuit, grand (1954), sculpture de Germaine Richier, musée Kröller-Müller, Otterlo (Pays-Bas).

- Germaine Richier (1902-1959), sculptrice française, est inhumée au cimetière communal de Mudaison.
- Camille Reboul (1869-1939), sénateur et député français.

### Héraldique
| Blason de Mudaison | Blason  | De gueules au chef losangé d'or et de gueules.   |
| Blason de Mudaison | Détails | Le statut officiel du blason reste à déterminer. |

### Fonds d'archives
- Fonds : Archives communales déposées de Mudaison (1600-1804) [0,65 ml].  Cote : 176 EDT. Montpellier : Archives départementales de l'Hérault (présentation en ligne).